# Long Distance Voyager
Long Distance Voyager – dziesiąty album studyjny w dyskografii brytyjskiej grupy rockowej The Moody Blues. Płyta została wydana 15 maja 1981 r. przez wytwórnię Threshold, pod numerem katalogowym TXS 139. Jest pierwszym albumem nagranym z klawiszowcem Patrickiem Morazem (w przeszłości członka Refugee i Yes), który zastąpił Mike’a Pindera.
Album cieszył się dużą popularnością w Stanach Zjednoczonych, gdzie dotarł do pozycji pierwszej rankingu Billboard 200 oraz sprzedał się w nakładzie zapewniającym jej status Platynowej Płyty.

## Lista utworów
| #  | Tytuł                   | Kompozytor     | Czas |
| -- | ----------------------- | -------------- | ---- |
| A1 | „The Voice”             | Justin Hayward | 5:21 |
| A2 | „Talking Out of Turn”   | John Lodge     | 7:18 |
| A3 | „Gemini Dream”          | Hayward, Lodge | 4:09 |
| A4 | „In My World”           | Hayward        | 7:22 |
| B1 | „Meanwhile”             | Hayward        | 4:08 |
| B2 | „22,000 Days”           | Graeme Edge    | 5:25 |
| B3 | „Nervous”               | Lodge          | 5:45 |
| B4 | „Painted Smile”         | Ray Thomas     | 3:18 |
| B5 | „Reflective Smile”      | Thomas         | 0:36 |
| B6 | „Veteran Cosmic Rocker” | Thomas         | 3:18 |

## Skład zespołu
- Justin Hayward – śpiew, gitary
- John Lodge – śpiew, gitara basowa
- Ray Thomas – śpiew, flet, harmonijki
- Graeme Edge – perkusja
- Patrick Moraz – instrumenty klawiszowe

Gościnnie
- B.J. Cole – gitara hawajska na „In My World”

## Pozycje na listach
| Lista 1981          | Pozycja |
| ------------------- | ------- |
| Lista amerykańska   | 1       |
| Lista brytyjska     | 7       |
| Lista kanadyjska    | 1       |
| Lista niemiecka     | 28      |
| Lista holenderska   | 16      |
| Lista nowozelandzka | 8       |
| Lista norweska      | 12      |
| Lista szwedzka      | 46      |

## Notowania singli
| Rok  | Singel                | Notowania               | Poz. |
| ---- | --------------------- | ----------------------- | ---- |
| 1981 | „Gemini Dream”        | US Billboard Hot 100    | 12   |
| 1981 | „Gemini Dream”        | US Hot Dance Club Songs | 36   |
| 1981 | „Gemini Dream”        | US Hot Mainstream Rock  | 13   |
| 1981 | „The Voice”           | US Billboard Hot 100    | 15   |
| 1981 | „The Voice”           | US Hot Mainstream Rock  | 1    |
| 1981 | „Talking Out of Turn” | US Billboard Hot 100    | 65   |
| 1981 | „22,000 Days”         | US Hot Mainstream Rock  | 38   |
| 1981 | „Meanwhile”           | US Hot Mainstream Rock  | 11   |

## Certyfikaty
| Kraj       | Certyfikacja        | Sprzedaż |
| ---------- | ------------------- | -------- |
| USA (RIAA) | 1 x platynowa płyta |          |